# Pyramidspelet i Albanien 1997
Pyramidspelet i Albanien 1997 (albanska: Rebelimi i vitit 1997), även kallad Anarkin i Albanien 1997, eller Pyramidkrisen i Albanien 1997  var ett uppror som utlöstes sedan ett så kallat Ponzibedrägeri avslöjats. Albanien gick mot ett tillstånd av anarki och våld, där regeringen avsattes och cirka 2 000 personer dödades.

## Bakgrund
År 1992 vann Albaniens demokratiska parti de första fria valen och Sali Berisha blev president. Vid 1990-talet blev Albanien en liberal ekonomi efter åratal av planekonomi. Finanssystemet dominerades dock av Ponzibedrägerier, och statstjänstemän godkände flera pyramidspel. I januari 1997 kunde man inte längre betala (inklusive penningtvätt och vapensmuggling) då investerarnas antal växt till att omfatta två tredjedelar av landets innevånare, som hade blivit lurade av löftet om att snabbt bli rika.
Uppskattningsvis investerades nästan 1,5 miljarder amerikanska dollar i företag som erbjöd månatlig ränta på mellan 10 och 25 procent, medan medelinkomsten var 80 amerikanska dollar i månaden. Många sålde sina hem för att investera, och migrantarbetande i Grekland och Italien överförde pengar tillbaka hem till Albanien.

## Efterspel
Vid val i juni-juli 1997 röstades Berisha och hans parti ned, och en vänsterkoalition ledd av Albaniens demokratiska parti vann. Rexhep Meidani valdes till albansk president, och den 11 augusti 1997 hade alla FN-styrkor givit sig av och lämnat Albanien.

### Fotnoter
1. ↑  Albanian Parliamentary Elections in 1997 Inter-Parliamentary Union
2. ↑  ”Anarchy in Albania: Collapse of European Collective Security?”. Arkiverad från originalet den 18 oktober 2002. https://web.archive.org/web/20021018063526/http://www.basicint.org/pubs/Papers/BP21.htm. Läst 11 oktober 2012.
3. 1 2  Christopher Jarvis, The Rise and Fall of Albania's Pyramid Schemes, Finance & Development: A Quarterly Magazine of the IMF, Mars 2000.
4. ↑  Crisis in Albania Arkiverad 30 oktober 2013 hämtat från the Wayback Machine.. Public Broadcasting Service
5. ↑  ”On War article”. On War article. 27 november 2003. Arkiverad från originalet den 4 januari 2010. https://web.archive.org/web/20100104001720/http://onwar.com/aced/data/alpha/albania1997.htm. Läst 14 juni 2010.
6. ↑  ”Albania: From Anarchy to Kanun Politics and Society”. Arkiverad från originalet den 27 september 2011. https://web.archive.org/web/20110927063305/http://conflict-prevention.net/page.php?id%3D40%26formid%3D73%26action%3Dshow%26surveyid%3D29. Läst 15 april 2012.